# Palpelius namosi
Palpelius namosi là một loài nhện trong họ Salticidae.
Loài này thuộc chi Palpelius. Palpelius namosi được Berry, Joseph A miêu tả năm 1996. Beatty & Jerzy Prószyński.